# Shut Up (песня Грейсона Ченса)
Shut Up (с англ. — «Замолчу») — песня в стиле поп американского музыканта и исполнителя Грейсона Ченса, выпущенная 8 февраля 2019 года в качестве первого сингла с его второго сольного студийного альбома «Portraits» (2019).

## История
После выпуска своего первого сольного альбома, Ченс поступил в университет Талсы, штат Оклахома, где обучался по специальности «История Византийской империи» и «Археология». Летом 2018 года в рамках студенческой практики он прилетел в Израиль, где участвовал в раскопках. Там он познакомился с одним парнем, который работал вместе с Ченсом на тех же раскопках. «Когда бы я ни находился рядом с ним, я ловил себя на том, что бесконечно говорю обо всём на свете, просто надеясь, что разговор не остановится. Думаю, он нашел это милым, потому что в конце концов мы, к счастью, поделились несколькими романтическими взаимодействиями в течение оставшейся части нашей поездки», рассказал Ченс в интервью.
Покидая страну, Ченс написал «Shut Up» в тель-авивском аэропорту им. Давида Бен-Гуриона, а закончил её уже в Лос-Анджелесе, где жил в тот момент. Песня — знакомая история о том, когда много сказанных слов «меняются на что-то более некоммуникативное».

## Видеоклип
Видеоклип на песню был снят в пригороде Лос-Анджелеса, где двумя годами позже Ченс снимет другой свой клип на сингл «Holy Feeling». Несмотря на то, что песня основана на реальном коротковременном романе, приключившимся с музыкантом в Израиле, видеоклип на песню показывает выяснение отношений в межрассовой лесбийской паре.
Ченс также записал официальную акустическую версию песню вместе с хором молодёжного театра «Мозаика» города Детройт. Режиссёром видео стал Jax Anderson. Видео было записано на студии «Assemble Sound» в Детройте, Мичиган.

## Отзывы критиков
- Портал «Odyssey» называет «Shut Up» отличной открывающей песней всего альбома, а также отмечает «насколько уникален и прекрасен голос Грейсона»[9].
- Ти Джей Ловелл, обозреватель портала «Medium» называет трек «оптимистической одой зарождающемуся роману»[10].
- Немецкий портал «Terrorverlag» пишет, что песня привносит в альбом и последующие треки много грува[11].
- «The Musical Hype» пишет, что песня начинается с «огромной дозы маслянистого гладкого фальцета», однако в куплетах Ченс демонстрирует «гораздо более „басовитый“ грудной голос, что далеко от его мальчишеских свирелей на „Hold On ’til the Night“»[12].
- Thomas Bleach отмечает, что сингл продолжает «то же уязвимое звучание, которое артист представил в своих работах 2017 года». Он также пишет, что данный сингл демонстрирует бурный рост Ченса как артиста[13].